# Tadeusz Buza
Tadeusz Buza (ur. 21 lipca 1911) – polski konduktor tramwajowy, „Sprawiedliwy wśród Narodów Świata”.

## Życiorys
W trakcie II wojny światowej zamieszkiwał w Warszawie, pracując jako konduktor tramwajowy. Fachem tym, trudził się już przed 1939 r. Był działaczem Komunistycznego Związku Młodzieży Polskiej, brał udział w kampanii polskiej. W grudniu 1939 roku wrócił do Warszawy (mieszkał przy ul. Stalowej 28) i do swojej pracy. Korzystając z faktu, że jeździł na linii, której trasa przebiegała przez getto warszawskie, dostarczał do żydowskiej dzielnicy żywność, czym pomagał Żydom. Był też członkiem podziemnej organizacji tramwajarzy. W roku 1941 oddelegowany przez Niemców Buza pracował jako kierowca na terenach wschodnich, zajętych przez nazistów. Jeżdżąc stale z i do Warszawy, przekazywał rodzinom osób z warszawskiego getta paczki i listy od krewnych. Po wybuchu powstania w getcie w kwietniu 1943 r. pomagał uciekającym kanałami z getta Żydom. W 1943 roku znajomy ze Lwowa skierował do niego niejakiego Leona Schachtera, Żyda ze Stanisławowa w dystrykcie Galicja. Tadeusz przyjął uciekiniera do własnego mieszkania i zdobył dla niego fałszywe dokumenty na nazwisko Władysław Łopuszański. Na Stalowej Schachter przebywał ponad miesiąc. Potem, gdyż zagrożenie stało się zbyt duże, Buza przeprowadził go do znajomych mieszkających przy ul. Elektoralnej 45. Nadal jednak jak tylko mógł dbał o Leona i pomagał jego nowym opiekunom. W tym schronieniu podopieczny Tadeusza doczekał zakończenia wojny.
22 października 1981 r. Instytut Jad Waszem uhonorował Tadeusza Buzę medalem „Sprawiedliwy wśród Narodów Świata”.